# Kennfeldzündung

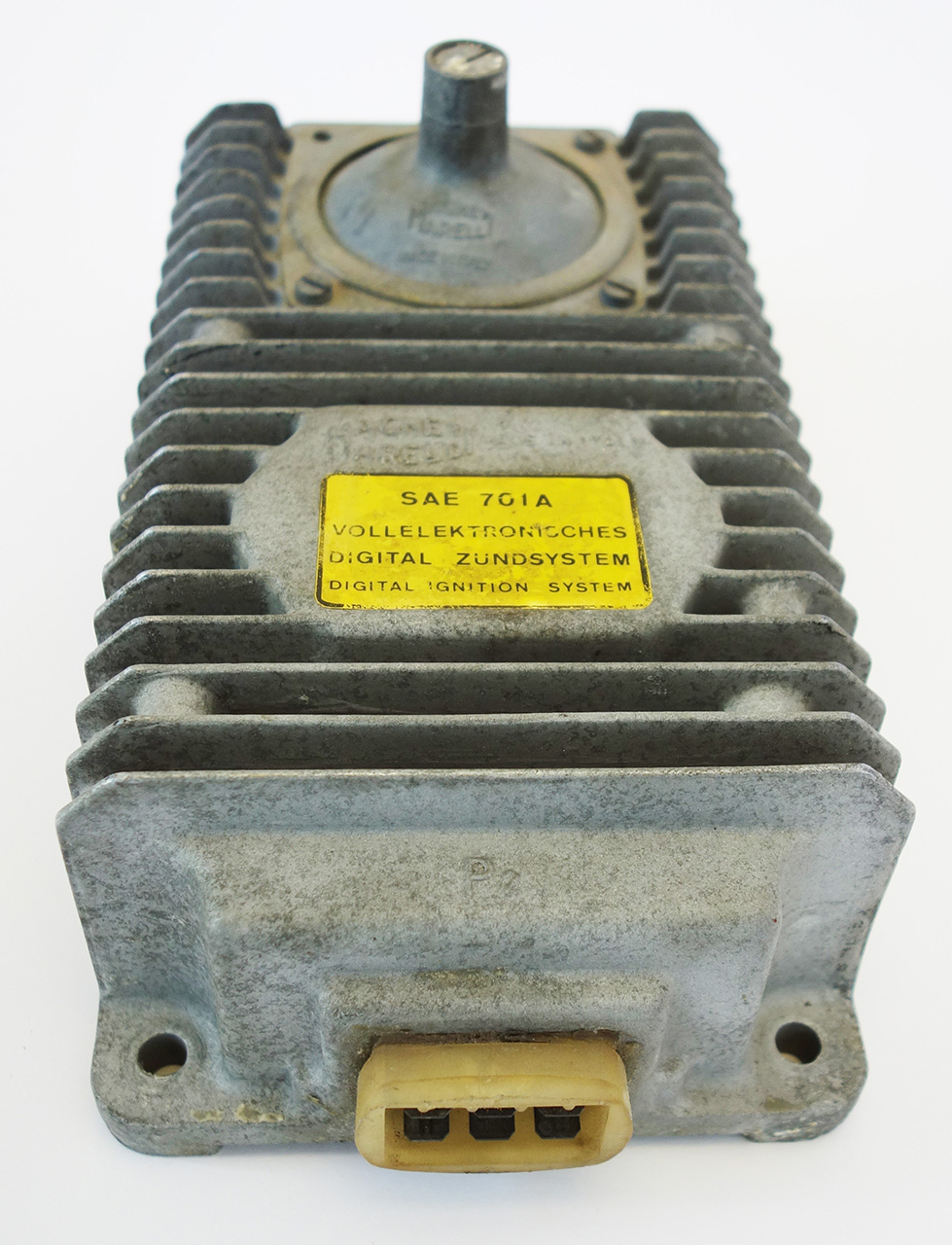
Marelli SAE701A Steuereinheit von 1978, die erste in einem Serienfahrzeug (BMW M1) verbaute Kennfeldzündung

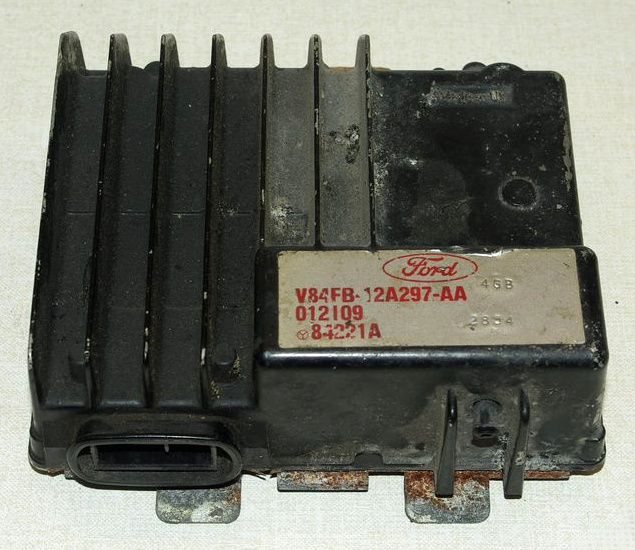
Zündrechner Ford Fiesta XR2 von 1985 (ESC-1, electronic spark control)

Die Kennfeldzündung passt den Zündzeitpunkt anhand folgender Regelgrößen an:
- Last
- Drehzahl
- Temperatur der angesaugten Luft (optional, wie Motortemperatur)
- Klopfsensor (optional)

Um immer den optimalen Zündzeitpunkt zu ermitteln, greift die elektronische Motorsteuerung auf vom Hersteller ermittelte Kennfelder zurück. Die Kennfelder sind auf dem ROM, EPROM oder in modernen Zündanlagen auf einem EEPROM digital abgespeichert. Der Hersteller optimiert das Zündkennfeld auf Leistung, Verbrauch und Abgasemissionen (spez. NOx).
Neben dem 2-dimensionalen Hauptkennfeld (Parameter: Drehzahl und Last) kann es optional noch Hilfsfelder (z. B. für Motornotbetrieb) geben.
Beim Chiptuning werden diese Kennfelder meist so verändert, dass sich ein früherer Zündzeitpunkt ergibt, wodurch ein höherer Gesamtdruck auf den Kolben ausgeübt wird.
Die Kennfeldzündung kam Ende der 1970er Jahre auf. Der Citroën Visa mit Zweizylinder-Vergasermotor hatte 1978 bereits ein elektronisches Motor-Steuergerät für die Transistorzündung, das abhängig von Drehzahl und Motorlast den Zündzeitpunkt errechnete. Der Audi quattro hatte 1980 eine Kennfeldzündung, kombiniert mit einer K-Jetronic.
Bei der 1979 mit dem BMW 732i eingeführten Motronic von Bosch wurde die Kennfeldzündung mit der elektronisch gesteuerten Saugrohreinspritzung zu einem zentralen Motorsteuergerät kombiniert.